# Agnes Meyer Driscoll
Agnes Meyer Driscoll (Illinios, 24 de julio de 1889 - 16 de septiembre de 1971), también conocida como Madame X, fue una criptoanalista estadounidense que descifró un gran número de sistemas navales japoneses y desarrolló sistemas para máquina cifradoras.

## Biografía
Se graduó en 1911 en la Universidad Estatal de Ohio, especializándose en Física, Matemáticas, Lenguas extranjeras y Música, que entonces eran disciplinas de estudio escasamente elegidas por una mujer. Después de la graduación se mudó a Amarillo, Texas, donde fue directora de música en una academia militar, y posteriormente catedrática del departamento de matemáticas en la escuela secundaria local.
El 22 de junio de 1918, casi un año después de entrar Estados Unidos en la Primera Guerra Mundial, Agnes se alistó en la Marina de Estados Unidos, donde fue contratada para el nivel más alto posible en trabajo de oficina y recibió formación en tareas técnicas como la identificación de huellas, el ensamblado de proyectiles, la telegrafía o estenografía, entre otras. Trabajó para la sección de Codificación y Señales del Director de Comunicaciones Navales.
Excepto por una excedencia de dos años, durante los cuales trabajó para una empresa privada, ella permaneció trabajando como criptoanalista para la Armada americana hasta el año 1949.
Sus esfuerzos no se limitaron a los sistemas manuales, involucrándose en la naciente tecnología de la época que se aplicaba tanto para cifrar como para descifrar. Al comienzo de su trabajo participó en el desarrollo de la CM una de las máquinas de la Marina Americana. 
En 1921, Agnes Meyer consiguió descifrar un mensaje enviado por una máquina en teoría inexpugnable, creada por Edward Hebern. En 1923, Hebern contrató a Meyer, que abandonó la Marina para ser Consejera Técnica en la Hebern compañía de codico eléctrico con la misión de mejorar la seguridad de la máquina. Sin embargo, no consiguió que la máquina ofreciera una seguridad inexpugnable, así que la empresa quebró.
Después de la quiebra de la Compañía ella se reincorporó a la Marina en 1924. Su trabajo en esta compañía influiría en los años siguientes en la tecnología rotor.
Driscoll descifró los códigos manuales de la Marina Japonesa, el Código del Libro Rojo en los años veinte y el Código del Libro Azul en los años treinta.
En 1939, Agnes fue la primera en encontrar los primeros patrones numéricos del código JN25, lo que dio las claves para lograr descifrarlo por completo. El JN25 fue el código más complejo de los empleados por la Armada Imperial Japonesa. Este hito fue su contribución más importante al criptoanálisis y fue una de las razones que hicieron que en 1942 Estados Unidos ganara la Batalla de Midway durante la Segunda Guerra Mundial.
Al comienzo de la Segunda Guerra Mundial Driscoll participó en los esfuerzos de la Marina Americana para descifrar la máquina alemana Enigma.
Murió en 1971. Ella y su marido, Michael “Brownie” Bernard Driscoll, están enterrados en el Cementerio Nacional de Arlington.